# Típusalagút
A számítógép-programozásban a típusalagút programtervezési minta lehetővé teszi, hogy egymással kapcsolatban nem álló típusokat együtt lehessen kezelni. Ezt egy kiterjeszthető adaptációs réteggel valósítja meg, ami egységes formában áll a kliensek rendelkezésére. A következőket tartalmazza: 
- Általános, kiterjeszthető interfész, ami különböző típusokat tud kezelni. A kliensek ezt az interfészt ismerik.
- Alagút mechanizmus, ami közvetít a különféle típusok és az API által használt egységes típus között
- Belső API, ami az egyetlen belső típust használja.

Ilyen alagút a Shim és a különböző konverziós konstruktorok.

## Példa
A következő példa C++-ban íródott, és Shimet használ.
```
// 1. Interface layer

template
 
<
typename
 
S
>
 

void
 
foo
(
S
 
s
)
 

{
    

    
bar
(
to_cstr_ptr
(
s
));
 

}

// 2. Tunnel mechanism: Shim

char
 
const
*
 
to_cstr_ptr
(
int
)
 
{
 
...
 
}

char
 
const
*
 
to_cstr_ptr
(
char
 
const
*
)
 
{
 
...
 
}

char
 
const
*
 
to_cstr_ptr
(
std
::
string
)
 
{
 
...
 
}

// 3. Concrete API layer

void
 
bar
(
char
 
const
*
)
 
{
 
...
 
}

// Usage

int
 
main
()
 

{

    
foo
(
123
);
 

    
foo
(
"a C string"
);
 

    
foo
(
std
::
string
(
"a std::string"
));
 

}

```

## Fordítás
Ez a szócikk részben vagy egészben  a   Type Tunnel pattern című angol Wikipédia-szócikk fordításán alapul.  Az eredeti cikk szerkesztőit annak laptörténete sorolja fel. Ez a jelzés csupán a megfogalmazás eredetét és a szerzői jogokat jelzi, nem szolgál a cikkben szereplő információk forrásmegjelöléseként.